# V336 Возничего
V336 Возничего (лат. V336 Aurigae) — одиночная переменная звезда в созвездии Возничего на расстоянии (вычисленном из значения параллакса) приблизительно 4917 световых лет (около 1508 парсеков) от Солнца. Видимая звёздная величина звезды — от +14,2m до +13,6m.

## Характеристики
V336 Возничего — красный гигант, углеродная пульсирующая медленная неправильная переменная звезда (LB) спектрального класса C. Радиус — около 101,77 солнечных, светимость — около 1110,588 солнечных. Эффективная температура — около 3303 K.